# Zbigniew Syka
Zbigniew Stanisław Syka (ur. 24 marca 1936 w Bydgoszczy, zm. 2 sierpnia 1996 tamże) – polski lekkoatleta sprinter, olimpijczyk.

## Kariera sportowa
Największy sukces odniósł podczas Mistrzostw Europy w 1962 w Belgradzie, kiedy to został wraz z kolegami wicemistrzem w sztafecie 4 × 100 metrów (sztafeta biegła w składzie Jerzy Juskowiak, Andrzej Zieliński, Zbigniew Syka, Marian Foik) w tym samym czasie (39,5 s), co zwycięska sztafeta Niemiec.
Startował na igrzyskach olimpijskich w Tokio w 1964 w biegu na 100 metrów, ale odpadł w przedbiegach.
Wystąpił w 6 meczach międzypaństwowych reprezentacji Polski (1 zwycięstwo indywidualne). Dwukrotnie był rekordzistą Polski w sztafecie 4 × 100 metrów. Był dwukrotnym mistrzem Polski: w sztafecie 4 × 100 metrów w 1962 oraz w sztafecie 4 × 400 metrów w 1961. Dwa razy był srebrnym medalistą (w sztafecie 4 × 100 m w 1963 i w sztafecie 4 × 400 m w 1958), a cztery razy brązowym (w biegu na 100 m w 1963, w biegu na 200 m w 1960 i w sztafecie 4 × 100 m w 1961 i 1966).
Rekordy życiowe:
- bieg na 100 metrów – 10,3 s
- bieg na 200 metrów – 21,1 s
- bieg na 400 metrów – 48,3 s

Był zawodnikiem Zawiszy Bydgoszcz (1957-1958 i 1961-1966) oraz Pogoni Szczecin (1959-1960). Z wykształcenia był drukarzem.